# (5935) Ostankino
(5935) Ostankino (1977 EF1) – planetoida z pasa głównego asteroid okrążająca Słońce w ciągu 4,21 lat w średniej odległości 2,61 j.a. Odkryta 13 marca 1977 roku.